# Alsting
Alsting – miejscowość i gmina we Francji, w regionie Grand Est, w departamencie Mozela.
Według danych na rok 1990 gminę zamieszkiwały 2574 osoby, a gęstość zaludnienia wynosiła 449 osób/km² (wśród 2335 gmin Lotaryngii Alsting plasuje się na 171. miejscu pod względem liczby ludności, natomiast pod względem powierzchni na miejscu 944.).